# Polyommatus alexis
Polyommatus alexis är en fjärilsart som beskrevs av Herrich-Schäffer 1844. Polyommatus alexis ingår i släktet Polyommatus och familjen juvelvingar. Inga underarter finns listade i Catalogue of Life.